# Charpey
Charpey – miejscowość i gmina we Francji, w regionie Owernia-Rodan-Alpy, w departamencie Drôme.
Według danych na rok 1990 gminę zamieszkiwało 806 osób, a gęstość zaludnienia wynosiła 52 osób/km² (wśród 2880 gmin regionu Rodan-Alpy Charpey plasuje się na 901. miejscu pod względem liczby ludności, natomiast pod względem powierzchni na miejscu 742.).